# 福島県道244号山田岡上郡山線
福島県道244号山田岡上郡山線（ふくしまけんどう244ごう やまだおか かみこおりやません）は、福島県双葉郡楢葉町から富岡町に至る一般県道である。

## 路線概要
- 起点：双葉郡楢葉町大字山田岡字町東（JR常磐線踏切東側）
- 終点：双葉郡富岡町大字上郡山字太田（太田交差点）
- 総延長：8.181 km[1]
  - 実延長：総延長に同じ
- 路線認定年月日：1966年11月22日[2]

内陸部を縦断する国道6号のJR常磐線を挟み東側に並行し、補完する路線である。

### 重用路線
- 福島県道162号木戸停車場線（双葉郡楢葉町山田岡字町東〈起点〉～同郡同町下小塙字町〈旧起点〉）
- 福島県道391号広野小高線（双葉郡楢葉町前原字作助～同郡同町波倉字細谷）

### バイパス・新道
井出工区
- 起点 - 双葉郡楢葉町北田
- 終点 - 双葉郡楢葉町井出
- 全長 - 1.1 km

もともとJR常磐線竜田駅周辺の線路を渡り駅の西側を通る狭隘区間の解消と井出川橋の架け替えのために事業化されており、新しい井出川橋を含む区間が2004年に開通した。2011年3月11日に発生した東日本大震災とそれに伴う福島第一原子力発電所事故により楢葉町の大部分は警戒区域に指定され町民の避難を余儀なくされたが、2012年8月10日に避難指示解除準備区域に指定され、2015年9月5日に避難指示がすべて解除されることから復旧復興事業として同年に残りの区間が事業化され、2018年5月25日、起点から井出字木屋の約500 mが開通、同年7月6日に全線が開通した。当路線の開通により竜田駅東口再開発地域と市街地のアクセス向上が期待されている。旧道は2018年10月2日に県道指定を解除され、町道へ移管された。

### 道路施設
- 木戸川橋（木戸川）
- 井出川橋（井出川）

## 歴史
- 1966年11月22日 - 一般県道小塙上郡山線として路線認定される。当時の起点は福島県道162号木戸停車場線木戸駅方面が分岐する楢葉町下小塙字町であった。
- 2022年3月29日 - 起点が下小塙から山田岡へ変更され、一般県道山田岡上郡山線へと路線名が変更される[8]。

## 通過する自治体
- 双葉郡楢葉町 - 富岡町

## 接続・交差する道路
- 楢葉町内
  - 福島県道162号木戸停車場線 国道6号方面（山田岡字町東 起点）
  - 福島県道162号木戸停車場線 木戸駅方面（下小塙字町 旧起点）
  - 福島県道391号広野小高線 広野方面（前原字作助）
  - 福島県道391号広野小高線 小高方面（波倉字細谷）
- 富岡町内
  - 国道6号・福島県道243号小浜上郡山線（上郡山字太田〈太田交差点〉終点）

## 沿線
- 木戸郵便局
- JR常磐線
  - 木戸駅
  - 竜田駅